# Oedignatha microscutata
Espèce
Oedignatha microscutata est une espèce d'araignées aranéomorphes de la famille des Liocranidae.

## Distribution
Cette espèce est endémique d'Inde.

## Description
La carapace de la femelle holotype mesure 2,13 mm de long sur 1,6 mm et l'abdomen 3,38 mm de long sur 1,2 mm.

## Publication originale
- Reimoser, 1934 : Araneae aus Süd-Indien. Revue suisse de Zoologie, vol. 41, p. 465-511 (texte intégral).